# Prusias semotus
Prusias semotus är en spindelart som först beskrevs av O. Pickard-Cambridge 1892.  Prusias semotus ingår i släktet Prusias och familjen jättekrabbspindlar.
Artens utbredningsområde är Panama. Inga underarter finns listade i Catalogue of Life.